# Helen Park
 (juin 2022).
La mise en forme du texte ne suit pas les recommandations de Wikipédia : il faut le « wikifier ».
Les points d'amélioration suivants sont les cas les plus fréquents. Le détail des points à revoir est peut-être précisé sur la page de discussion.
- Les titres sont pré-formatés par le logiciel. Ils ne sont ni en capitales, ni en gras.
- Le texte ne doit pas être écrit en capitales (les noms de famille non plus), ni en gras, ni en italique, ni en « petit »…
- Le gras n'est utilisé que pour surligner le titre de l'article dans l'introduction, une seule fois.
- L'italique est rarement utilisé : mots en langue étrangère, titres d'œuvres, noms de bateaux, etc.
- Les citations ne sont pas en italique mais en corps de texte normal. Elles sont entourées par des guillemets français : « et ».
- Les listes à puces sont à éviter, des paragraphes rédigés étant largement préférés. Les tableaux sont à réserver à la présentation de données structurées (résultats, etc.).
- Les appels de note de bas de page (petits chiffres en exposant, introduits par l'outil «  Source ») sont à placer entre la fin de phrase et le point final[comme ça].
- Les liens internes (vers d'autres articles de Wikipédia) sont à choisir avec parcimonie. Créez des liens vers des articles approfondissant le sujet. Les termes génériques sans rapport avec le sujet sont à éviter, ainsi que les répétitions de liens vers un même terme.
- Les liens externes sont à placer uniquement dans une section « Liens externes », à la fin de l'article. Ces liens sont à choisir avec parcimonie suivant les règles définies. Si un lien sert de source à l'article, son insertion dans le texte est à faire par les notes de bas de page.
- La présentation des références doit suivre les conventions bibliographiques. Il est recommandé d'utiliser les modèles {{Ouvrage}}, {{Chapitre}}, {{Article}}, {{Lien web}} et/ou {{Bibliographie}}. Le mode d'édition visuel peut mettre en forme automatiquement les références.
- Insérer une infobox (cadre d'informations à droite) n'est pas obligatoire pour parachever la mise en page.

Pour une aide détaillée, merci de consulter Aide:Wikification.
Si vous pensez que ces points ont été résolus, vous pouvez retirer ce bandeau et améliorer la mise en forme d'un autre article.
Helen Park (née Hyunjung Park le 23 mars 1986) est une compositrice sud-coréenne basée à New York. Elle est lauréate du prix Lucille Lortel 2018 et récipiendaire du prix Richard Rodgers 2018. Mieux connue pour sa partition sur la comédie musicale KPOP,, Park a été nommée pour trois Drama Desk Awards.

## Biographie
Park est née à Busan, en Corée du Sud, et a déménagé au Canada dans sa troisième année de collège. Elle a fréquenté l'Université de New York où elle a obtenu sa maîtrise en écriture de théâtre musical à la Tisch School of the Arts. Park est également une ancienne élève de l'atelier de théâtre musical BMI Lehman Engel.

## Compétences
Park est une compositrice-parolière, productrice de musique et orchestratrice pour la comédie musicale KPOP à destination de Broadway,,. Elle est également auteure-compositrice pour Voyage vers la Lune, un long métrage d'animation musical Netflix réalisé par Glen Keane, qui est sorti le 23 octobre 2020,.

## Prix et nominations
| Prix/nomination             | Catégorie                                                  | Œuvre nommée                              | Résultat | An   |
| --------------------------- | ---------------------------------------------------------- | ----------------------------------------- | -------- | ---- |
| Annie Awards                | Musique exceptionnelle dans une production de long métrage | Voyage vers la Lune                       | Nommé    | 2020 |
| Satellite Awards            | Meilleure chanson originale                                | Rocket to the Moon de Voyage vers la Lune | Nommé    | 2020 |
| Drama Desk Awards           | Meilleure comédie musicale                                 | KPOP                                      | Nommé    | 2018 |
| Drama Desk Awards           | Musique exceptionnelle                                     | KPOP                                      | Nommé    | 2018 |
| Drama Desk Awards           | Paroles exceptionnelles                                    | KPOP                                      | Nommé    | 2018 |
| Richard Rodgers Award       | Théâtre musical                                            | KPOP                                      | Remporté | 2018 |
| Prix Lucille Lortel         | Meilleure comédie musicale                                 | KPOP                                      | Remporté | 2018 |
| Drama League Award          | Meilleure comédie musicale                                 | KPOP                                      | Nommé    | 2018 |
| Off-Broadway Alliance Award | Expérience théâtrale unique                                | KPOP                                      | Remporté | 2018 |